# 債権管理条例
債権管理条例（さいけんかんりじょうれい）とは日本の地方自治体の条例。

## 概要
地方自治体の未収債権については、負担の公平や受益者負担の観点から収納することが原則であり、途中で取り立てをやめることは例外とされている。
しかし、自治体債権の回収の目的の一つは歳入の確保であるが、債権回収が事実上不可能若しくは著しく困難な場合や債権の取立費用が債権額を上回って費用倒れになる場合は債権を保有し続ける必要はないとされる。
こうした場合であっても、債権として存在する限りは、文書催告、電話・訪問催告、納付相談、債権管理簿の作成・更新、時効中断の措置等の債権管理業務を継続しなければならない。また、債権の取り立てによって、住民を生活困窮状態に陥らせることは、自治体行政の基本である自治体住民の福祉の増進（地方自治法第1条の2第1項）に反することになる。
そのため、法令では一定の条件下で債権徴収の停止や債権免除が規定されている。
- 滞納処分ができない非強制徴取債権について、債権取り立てによって生じる費用倒れを避けるために徴収を停止することができる（地方自治法施行令第171条の5）。
- 債務者の最低生活を保障し、生活困窮状態の回復を図るために、首長の権限で債権を免除することができる（地方自治法第240条第3項・地方自治法施行令第171条の7第1項）。

一方で、自治体債権の放棄は権利の放棄として議会の議決を要するが（地方自治法第96条の1第10項）、議会での手続（決裁権者の決裁、議案の上程、議案の説明等）は煩雑であり、また回収できない債権や費用倒れ債権、生活困窮者に対する債権の放棄について逐一議会の民主的統制を及ぼす必要性は高くない。
以上の点から、自治体債権を放棄することについて議会審議を経た条例として制定することが地方自治法第96条第1項第10号で認められている。
ただし、条例に定めさえすれば、債権放棄についていかなる内容のものであっても構わないというわけではなく、地方自治法第96条第1項第10号が「権利の放棄」について原則として議会の原則を、地方自治法施行令第171条の7が債権を免除し得る場合を厳格に規定している趣旨、行政機関における財産管理の基本原則である「公正・公平の確保」等に照らして制約があるものとされ、回収不能債権及び生活困窮者に対する債権を放棄する要件を明白にする必要があるとされる。